# Tibeti rubinbegy
A tibeti rubinbegy (Calliope tschebaiewi) a madarak (Aves) osztályának verébalakúak (Passeriformes) rendjébe, ezen belül a légykapófélék (Muscicapidae) családjába tartozó faj.

## Rendszertani besorolása és neve
Ez a madárfaj korábban a fehérfarkú rubinbegy (Calliope pectoralis) alfajaként volt besorolva Calliope pectoralis tschebaiewi alatt. A madarat 1876-ban, Nyikolaj Mihajlovics Przsevalszkij orosz tábornok és geográfus írta le, illetve nevezte meg. A tschebaiewi nevet egy bajkálontúli kozák, Panfil Csebajev tiszteletére kapta; ez a fiatal kozák kísérte Przsevalszkijt az utazásai során.

## Előfordulása
A tibeti rubinbegy előfordulási területe magába foglalja Banglades, Bhután, India, Mianmar, Nepál, Pakisztán, Oroszország és Thaiföld egyes részeit.

## Megjelenése
A hím palaszürke hátú, fehér homlokkal. Szárnyai barnásak és farktollai feketések, ez utóbbiak töve és vége fehér. A toroktáj oldala és begye fekete, a pofán és torkon skarlátvörös csíkozás, illetve foltozás látható. A fekete begytollak szegélyei szürkék. A hasi rész fehér. A tojó színe elmosódott barnásszürke, fehér torokkal és csőrtövi szegéllyel.

## Életmódja
Vándormadárként nyáron magasabban fekvő területekre - akár 2500-2700 méter magasságba - húzódik, míg télen alacsonyabban levőkön. A ligeterdőket és bozótosokat részesíti előnyben. Rovarokkal táplálkozik, főleg bogarakkal és hangyákkal.

## Szaporodása
A költési időszak nyáron van. A fészkét bokrokon készíti, de néha a talajon is lehet. A fészket főleg a tojó építi; ebbe aztán 4-6 darab tojást rak. A tojások zöldeskék színűek, a vastagabb felükön a rozsdás pontokból gyűrű tevődik össze. Főleg a tojó költ, azonban a fiókák táplálásáról mindkét szülő gondoskodik. A költéshez 14 nap, míg a kirepüléshez újabb 16 nap kell. Legfőbb ellensége a kakukk, a nyuszt és a hermelin.

## Fordítás
- Ez a szócikk részben vagy egészben  a   Chinese rubythroat című angol Wikipédia-szócikk ezen változatának fordításán alapul.  Az eredeti cikk szerkesztőit annak laptörténete sorolja fel. Ez a jelzés csupán a megfogalmazás eredetét és a szerzői jogokat jelzi, nem szolgál a cikkben szereplő információk forrásmegjelöléseként.